# Lakeview North, Wyoming
Lakeview North är en ort (census-designated place) i Platte County i östra delen av den amerikanska delstaten Wyoming, belägen omkring 4 kilometer norr om countyts huvudort Wheatland. Befolkningen uppgick till 84 invånare vid 2010 års federala folkräkning.